# Léon Gambetta
Léon Michel Gambetta (Cahors, 2 de abril de 1838-Ville-d'Avray, 31 de diciembre de 1882) fue un político republicano francés que desempeñó un papel central en los inicios de la Tercera República Francesa.

## Primeros años
Hijo de emigrantes genoveses, Gambetta optó por la nacionalidad francesa en 1859 al alcanzar la mayoría de edad. En 1848 perdió el ojo derecho por un accidente; a raíz de este suceso, sus padres lo enviaron al seminario menor de Montfaucon para que siguiera una carrera eclesiástica, cosa que no hizo, y posteriormente estudió en el liceo de Cahors. Se licenció en Derecho en París y fue abogado y periodista.
Su carrera política la inició el 14 de noviembre de 1868 como abogado defensor del periodista republicano Charles Delescluze, redactor jefe de Le Reveil, acusado de haber realizado una suscripción pública en su periódico para erigir un monumento a Jean-Baptiste Baudin, diputado de la Segunda República muerto en diciembre de 1851 en una barricada.

## Vida política

### Segundo Imperio
Masón y republicano intransigente con el Imperio, Gambetta se opuso a Napoleón III. En 1869 concurrió a las elecciones generales por la primera circunscripción del departamento del Sena —París—, contra Hippolyte Carnot, y por Marsella, contra Ferdinand de Lesseps. En su circunscripción de París, localizada en torno al barrio de Belleville, elaboró un programa radical, conocido como el «Programa de Belleville»: defendía el sufragio universal, la supresión de los títulos nobiliarios, la elección de los funcionarios, la supresión de los ejércitos permanentes, la separación Iglesia-Estado, la abolición de los monopolios, y numerosas reformas económicas y sociales. Fue elegido diputado en ambos distritos (finalmente tomó el escaño por Marsella) y fue uno de los republicanos radicales más destacados. En 1869 fundó el periódico La Revue Politique.

### Guerra franco-prusiana
La posición de Gambetta respecto del conflicto presentaba diversos matices. En su discurso del 15 de julio de 1870, censuró la facilidad con que se había declarado la guerra a Alemania. Sin embargo, una vez iniciado el mismo, votó a favor de los créditos que solicitaba el gobierno. Desde su punto de vista, se trataba de una guerra nacional, defendiendo con entusiasmo la guerre à outrance.
A raíz de las derrotas en Wœrth y Spicheren, a principios de agosto de 1870, fue el primero en firmar junto con Jules Favre la demanda de un comité de gobierno elegido por la Asamblea y dedicado a rechazar la invasión extranjera. Animó al pueblo a continuar la lucha. Entre el 10 y el 29 de agosto solicitó que se armase de forma inmediata a la guardia nacional de París, que la Asamblea permaneciera en sesión, que se aplicaran las leyes sobre extranjeros y sobre las actividades de los militares, y apoyó que la responsabilidad del armamento y reclutamiento de las tropas de la guardia nacional parisina recayese en Trochu, quien había sido propuesto por las izquierdas.
Tras la batalla de Sedan y la derrota de las tropas imperiales francesas a principios de septiembre de 1870, tuvo un papel destacado junto a Favre en la proclamación de la III República, y luchó para salvar París. Del 4 de septiembre de 1870 al 6 de febrero de 1871 fue ministro de Interior y de la Guerra en el Gobierno de Defensa Nacional. El 7 de octubre abandonó París, sitiado por las tropas prusianas, en globo, para reunirse con una delegación del gobierno refugiada en Tours. Desde allí intentó proseguir con la guerra, coordinando compras y reclutamientos para levantar el sitio de París.
La dirección de Gambetta de la guerra desde Tours se inspiraba en la leyenda republicana de las sublevaciones victoriosas de 1792 y 1793. Estaba convencido de que, acumulando masas de tropas en el frente y recurriendo a la guerra de guerrillas en la retaguardia enemiga, lograría desgastar al enemigo. Cuando estas tácticas fracasaron, no aceptó su error, sino que se dedicó él mismo a organizar ejércitos, como los dos del Loira o los del Norte, Este, Normandía o los Vosgos.
Aunque la capitulación de Metz no abatió su ánimo, la reconquista de Orleans por los alemanes y la definitiva caída de París acabó con sus esfuerzos. Sus maniobras para atraer a su bando a miembros de la Asamblea —que había convocado para el 8 de febrero de 1871 el Gobierno de París— no resultaron positivas.

### Instauración de la III República
Con el enemigo acercándose a Tours, el gobierno se retiró a Burdeos en diciembre. En Lyon y en el sur, los revolucionarios desbordaban a Gambetta, mientras que los conservadores querían la paz a toda costa. El 29 de enero de 1871, Jules Favre firmó un armisticio con Bismarck. Gambetta no aceptó las condiciones de la paz y llamó a reemprender la lucha en el resto del país. El 1 de febrero fue relevado de su puesto de ministro de la Guerra pero conservó el de Interior. Fijó las elecciones generales para el 6 de febrero de 1871, prohibiendo que se presentaran antiguos cargos del Imperio.
Tras las elecciones generales del 8 de febrero de 1871, optó por ser diputado por el departamento del Bajo Rin, en Alsacia, tras haber sido elegido en nueve departamentos. El 1 de marzo votó en contra de los preliminares de la paz, pero estos fueron aprobados de todas formas (516 votos contra 107). Firmó junto con los demás representantes de Alsacia y Lorena una enérgica protesta por la cesión de dichos territorios a Alemania, pero hubo de abandonar la asamblea y como protesta se retiró a San Sebastián (España), donde permaneció unos meses. Reelegido el 3 de julio de 1871 por el departamento del Sena, apoyó a Thiers frente a los monárquicos. Líder de la izquierda republicana, realizó numerosos viajes por Francia que contribuyeron a que la república fuera aceptada. En noviembre de 1871, fundó el periódico La République Française.
En abril de 1872, realizó un influyente discurso en el que defendió la activa política colonial francesa. Según él, Francia necesitaba sus colonias para restablecer su posición entre los grandes poderes del mundo, luego de ser derrotada por Alemania en la guerra franco-prusiana.
A la cabeza de la Unión Republicana, basada en la pequeña burguesía, se mostraba preocupado por los intentos de restaurar la monarquía y se encontraba entre los líderes legalistas, partidarios de dotar la república de leyes fundamentales. Tomó entonces sus distancias con la izquierda radical y se acercó al centro izquierda de Thiers, puesto en minoría en la Asamblea Nacional por los monárquicos. Consiguió que los grupos de la izquierda republicana aceptaran una política de compromiso y aprobaran las leyes constitucionales de 1875.
Presidente de la Asamblea Nacional francesa entre 1879 y 1881, Gambetta fue jefe de gobierno y ministro de Asuntos Exteriores del 14 de noviembre de 1881 al 30 de enero de 1882. En 1881, Gambetta estableció una subsecretaría de Estado responsable de las colonias francesas, lo que permitió a los oficiales radicales dominar el aparato administrativo colonial francés por los siguientes cuarenta años, aunque figuras como Georges Clemenceau continuaran condenando las políticas coloniales francesas.
Fue un gran orador de ideas democráticas y anticlericales, y tuvo gran influencia sobre los gobiernos republicanos de finales del siglo XIX y principios del XX.